# Saint-Michel-de-Fronsac
Saint-Michel-de-Fronsac es una comuna francesa del departamento de la Gironda, en la región de Aquitania. Algunas de sus parcelas producen uva para la AOC Canon-Fronsac, vino de Burdeos.

## Geografía
Municipio situado sobre la route nationale 670, entre Saint-André-de-Cubzac y Libourne

## Demografía
| 444             | 513 | 532 | 527 | 608 | 591 |
| (Fuente: INSEE) |     |     |     |     |     |